# Jafar Khan Jamali
Jafar Khan Jamali, né en 1911, mort le 7 avril 1967 à Karachi, est un homme politique pakistanais. Figure importante au Baloutchistan, il s'engage au sein du Mouvement pour le Pakistan et rejoint la Ligue musulmane en faveur de l'indépendance de la nation musulmane. Il contribue ainsi à faire basculer sa province vers le nouveau pays. 
Son neveu Zafarullah Khan Jamali sera également engagé dans la politique au Pakistan. 
Le district de Jafarabad a été renommé en son honneur. 